# Simo Lipsanen
Simo Lipsanen (13 de septiembre de 1995) es un deportista de Finlandia que compite en atletismo. Ganó una medalla de plata en el Campeonato Europeo de Atletismo por Equipos de 2019, en la prueba de triple salto.